# František Dvořák (fotbalový brankář)
František Dvořák (13. března 1930, Zlín – 22. ledna 2011) byl český fotbalový brankář. Po skončení aktivní kariéry působil jako trenér mládeže a asistent u A mužstva.

## Fotbalová kariéra
V československé lize hrál za Svit Gottwaldov, Duklu Praha a Baník Ostrava. Nastoupil v 64 ligových utkáních. S Duklou získal v roce 1958 mistrovský titul.

## Ligová bilance
| Ročník                                    | Zápasy | Góly | Klub            |
| ----------------------------------------- | ------ | ---- | --------------- |
| Mistrovství československé republiky 1951 | 5      | 0    | Svit Gottwaldov |
| 1. československá fotbalová liga 1957/58  | 2      | 0    | Dukla Praha     |
| 1. československá fotbalová liga 1958/59  | 22     | 0    | Baník Ostrava   |
| 1. československá fotbalová liga 1959/60  | 7      | 0    | Baník Ostrava   |
| 1. československá fotbalová liga 1960/61  | 13     | 0    | Baník Ostrava   |
| 1. československá fotbalová liga 1961/62  | 10     | 0    | Baník Ostrava   |
| 1. československá fotbalová liga 1962/63  | 5      | 0    | Baník Ostrava   |
| CELKEM                                    | 64     | 0    | -               |